# Rinorea rubra
Rinorea rubra (Tul.) Baill. – gatunek roślin z rodziny fiołkowatych (Violaceae). Występuje endemicznie we wschodniej części Madagaskaru. 

## Morfologia
PokrójZimozielony krzew dorastający do 1–5 m wysokości.
LiścieBlaszka liściowa ma odwrotnie jajowaty lub odwrotnie jajowato podługowaty kształt. Mierzy 8–15 cm długości oraz 4,5–7 cm szerokości, jest niemal całobrzega lub ząbkowana na brzegu, ma zbiegającą po ogonku nasadę i tępy wierzchołek. Przylistki są równowąskie. Ogonek liściowy jest nagi i ma 10–15 mm długości.
KwiatyZebrane po 8–10 w wierzchotkach wyrastających z kątów pędów. Mają działki kielicha o owalnie lancetowatym kształcie i dorastające do 6 mm długości. Płatki są podługowate, mają białą barwę oraz 7 mm długości.

## Biologia i ekologia
Rośnie w lasach. 